# 唐纳德·贝姆
唐纳德·贝姆（英語：Donald Behm，1945年2月13日—），美国前男子摔跤运动员。他曾代表美国参加1968年夏季奥林匹克运动会摔跤比赛，获得男子自由式57公斤级银牌。